# Cal Sinyor
Cal Sinyor és una casa de Torrefeta, al municipi de Torrefeta i Florejacs (Segarra), inclosa a l'Inventari del Patrimoni Arquitectònic de Catalunya.

## Descripció
Edifici de tres plantes ubicat en una aresta de la Plaça Major de Torrefeta. Presenta dues façanes, la E. que mira vers la plaça i la S. que pren la direcció de l'església.
La planta baixa, a llevant, presenta una porta rectangular moderna, dues obertures rectangulars amb reixa i un banc corregut, mentre que la façana de migjorn només presenta una finestra rectangular. Al primer pis hi ha un balcó corregut de forja amb dues portes balconeres rectangulars i a la segona façana una porta balconera amb un balcó de forja. La tercera planta presenta tres finestres rectangulars a la façana de la plaça i una galeria amb tres obertures d'arcs apuntats a l'altra façana actualment (2015) desaparegudes.
Aquest edifici està construït en pedra, però aquesta només es fa evident a l'aresta de les façanes amb grans carreus de pedra ben escairats, ja que la resta de façana es troba arrebossada i pintada de blanc, tot i que a la planta baixa es troba en molt mal estat.